# Shunsui Kyōraku
Shunsui Kyōraku (京楽 春水 Kyōraku Shunsui?) es un personaje de la serie manga y anime Bleach. Es el actual Capitán Comandante del Gotei 13 y capitán del primer escuadrón. Anteriormente se desempeñaba como Capitán del octavo escuadrón. Sus tenientes en la actualidad son Genshirō Ōkikiba y Nanao Ise, siendo su antecesora 110 años atrás al comienzo de la historia, Lisa Yadōmaru.

## Apariencia
Syunsui tiene el aspecto de un hombre musculoso de rasgos maduros adentrado en sus treinta años con un aspecto extravagante de por medio. Esto es bastante evidente en su forma de vestir y su actitud. Su piel de tono claro contrasta con su cabello que es de un color castaño oscuro el cual mantiene largo y ondulado y sus ojos son de un color negro grisáceo los cuales mantiene casi siempre entrecerrados y un largo flequillo que enmarca el lado izquierdo de su cabeza. Su cabello lo sostiene con una coleta floja con dos pequeñas horquillas con forma de molinetes que la sostienen y una barba corta en su barbilla pronunciada. Aparte de estos rasgos, Syunsui tiene una buena porción de vello corporal visible en sus brazos y pecho. A consecuencia de su enfrentamiento con el Sternritter Robert Accutrone, Syunsui perdió el ojo derecho el cual cubre con un parche así como la mitad de su oreja derecha y aparte tiene una pequeña cicatriz a la altura de su sien. Cien años antes de la traición de Sosuke Aizen, Syunsui sólo tenía su barba a la altura superior de su boca. Su indumentaria Shinigami no sufre cambios sustanciales, siguiendo el diseño austero de los Shinigamis a excepción de un obi grueso de color violeta y aparte mantiene puesto sobre sus hombros un kimono de mujer cuyo color es rosado que está decorado con patrones de flores y lleva consigo un sombrero de paja Sugegasa. Syunsui no utiliza medias tabi con su calzado utilizando sus sandalias de paja tradicionales dejando sus tobillos al descubierto.

## Perfil
Shunsui es un hombre tranquilo, de pocas palabras; en lo que concierne al actuar es incluso vago. Se pasa el día durmiendo y bebiendo sake. Es aficionado a las mujeres, tanto es así que no se cansa de adular a su Teniente llamada Nanao Ise a quien llama cariñosamente Nanao-chan, aunque ésta no le haga caso. Irónicamente, Nanao se encarga de todo lo que le correspondería a él como capitán.
Su estilo de vida es bohemio y desinteresado, casi siempre lleva un kimono rosado con motivos florales sobre los hombros, y lleva el pelo recogido en una coleta floja a la altura de la nuca, que adorna con un par de horquillas. Lleva barba de aspecto descuidado, y porta un sombrero tradicional. No le gusta luchar y siempre que deba, busca la forma de resolverlo con una charla frente a una botella de sake. Es un gran amigo de Jūshirō Ukitake, al que conoce desde su juventud.
Kyōraku es una de las personas con la mente más aguda y hábil dentro de la sociedad de almas. Se dice que "el ojo de su mente es tan agudo, que no tiene comparación". Inclusive el comandante Yamamoto dice que de joven era frívolo y se pasaba el día persiguiendo y observando las faldas de varias mujeres, pero que ya entonces era reflexivo y capaz de determinar la verdad en cualquier situación, cuando se trataba de pelear, su fuerza y empuje no tenía rival, ni entre los compañeros de su curso ni entre los de los cursos superiores, también dice que era ambicioso y diligente, y que junto a Ukitake fueron los primeros capitanes que se ganaron el puesto por méritos propios. Está muy orgulloso de ellos, y para el general es como si fuesen sus propios hijos.

## Historia

### Pasado
Más de 200 años antes de la trama de Bleach, fue, junto con Jūshirō Ukitake, uno de los primeros graduados que se convirtió en Capitán de la academia de Yamamoto. Es más, fue entrenado personalmente por Yamamoto.
Aproximadamente 110 años antes de la línea actual de la serie, mantiene una conversación en la ceremonia de promoción a Capitán de Kisuke Urahara junto a Jūshirō Ukitake, el Capitán de la Quinta División Shinji Hirako y su Subcapitán Sōsuke Aizen entre otros acerca de la situación del Gotei 13 en la que se revela que de la generación de Capitanes 100 años atrás, solo Ukitake, el Comandante Yamamoto y Retsu Unohana además de él mismo permanecen en sus puestos, además también le revela a Aizen la promoción de la Capitana de la Duodécima División a la División Cero, la Guardia Real.
Tras 9 años de calma, extraños desvanecimientos tienen lugar en el Rukongai, ante esto la Novena División de Kensei Muguruma es enviada a investigar pero algo extraño sucede y su grupo es atacado, la alarma se dispara en el Seireitei y el Comandante Yamamoto decide enviar en apoyo de Hiyori Sarugaki a Shinji Hirako, Love Aikawa, Rōjurō Otoribashi y al líder y Teniente del escuadrón de kidō Tessai Tsukabishi y Hachigen Ushōda respectivamente, Kisuke Urahara solicita ir pero su petición es denegada, al ver la frustración del Capitán, Shunsui propone enviar a su propia Subcapitana Lisa Yadōmaru y dejar a Tessai en reserva, a lo que el Comandante accede. Esa noche, mientras el grupo se enfrenta a Kensei y a Mashiro transformados en hollow, Shunsui pasea intranquilo por el Seireitei, donde se encuentra con Sōsuke Aizen, lo cual le hace sospechar, también se encuentra con la shinigami más joven de su División Nanao Ise que esperaba poder leer con Lisa.

### Sociedad de Almas
Aparece en las reuniones de Capitanes en las que se da cuenta de la intrusión en la Sociedad de Almas del grupo de ryoka encabezado por Ichigo Kurosaki, es el encargado de proteger el sector del 8.º escuadrón de cualquier ryoka que se acercase, Yasutora Sado es el primero en llegar y tras intentar convencerlo sin éxito de rendirse, le derrota de un solo golpe y sin que el joven pudiera alcanzarlo ni una sola vez.
El día de la ejecución de Rukia Kuchiki Ukitake llega con el Blasón de la familia Shihōin después de que el Sōkyoku haya sido liberado y detenido una vez por Ichigo. Shunsui y Ukitake lo usan para liberar el artefacto de atadura y eliminar al poderoso pájaro de fuego. Renji Abarai huye con Rukia mientras Ichigo derrota a los Subcapitanes de la Primera, Segunda, Cuarta Divisiones y entabla combate con Byakuya. La Capitana de la Segunda Divsisión Suì-Fēng ataca entonces a los subordinados de Ukitake, el Capitán trata de ayudarlos pero Yamamoto se muestra decidido a castigarlos. Shunsui se lleva a Ukitake con el shunpo para alejar la inminente batalla con el Comandante de los subordinados mientras son seguidos por su Subcapitana Nanao Ise.
Ukitake tiene sus reservas al dejar a Kiyone y Sentarō solos con Suì-Fēng pero Shunsui lo disuade al percibir la presencia de Yoruichi, que entabla batalla con la Capitana para ayudarlos. Finalmente llegan a un campo alejado Ukitake, Shunsui y Nanao. Apenas unos segundos después hace acto de presencia Yamamoto, dispuesto a entablar combate con ellos. Nanao trata de iniciar el combate pero una sola mirada de Yamamoto la derrota, forzando que Shunsui la lleve lejos con el shunpo. Yamamoto elogia a ambos Capitanes entonces, recordando los viejos tiempos y mostrando su decepción ya que según él ambos eran como sus hijos. Ukitake trata de hacer reflexionar a su maestro pero el anciano shinigami no atiende a razones y libera su shikai, Ryūjin Jakka.
Shunsui y Ukitake liberan sus espadas también, Katen Kyōkotsu y Sōgyo no Kotowari, siendo elogiados de nuevo por el Comandante al ver a las dos únicas espadas compuestas de la Sociedad de Almas, el combate comienza finalmente. Tras varios compases del enfrentamiento queda clara la superioridad de Yamamoto frente a ambos Capitanes pero en ese instante la Subcapitana de la Cuarta División Isane Kotetsu utiliza el Bakudou #77 (Tenteikuura) para comunicar a todos los shinigamis disponibles que el enemigo a batir es Sōsuke Aizen, quien es revelado como el principal responsable de la ejecución de Rukia y del asesinato completo de la Cámara Central de los 46.
Las batallas en curso se interrumpen. Yamamoto junto con Shunsui y Ukitake van al encuentro de Aizen, quién finalmente huye a Hueco Mundo junto con sus cómplices Tōsen Kaname y Gin Ichimaru, tras haber logrado su objetivo de obtener el (Hougyoku), misterioso artefacto creado por Kisuke Urahara. Después de lo sucedido todos aquellos que ayudaron a los ryoka son indultados y permanecen en la Sociedad de Almas. Shunsui comienza a beber sake con Matsumoto y Kira en su última aparición.

### Los Arrancar
El holgazán shinigami permanece en la Sociedad de Almas mientras Ichigo Kurosaki, sus amigos y el grupo de avanzada encabezado por el Capitán Tōshirō Hitsugaya libran diversas batallas contra los Arrancar del ejército de Sōsuke Aizen. Finalmente con la desaparición de Inoue Orihime en el Dangai, el Comandante Yamamoto cautela a todos los shinigamis de Karakura para proteger el Seireitei.

### Hueco Mundo
Posteriormente cuando Sōsuke Aizen encierra a los cuatro Capitanes y a sus aliados en Hueco Mundo cerrando sus Gargantas y se dirige a destruir Karakura, se revela que el Comandante Yamamoto dio la orden a Kisuke Urahara y a los miembros de la División Doce de trasladar el pueblo de Karakura a un área alejada del Rukongai y poner a todos sus habitantes a dormir usando la Tenkaikezzu para así esperar al shinigami con todos los Capitanes restantes, entre los cuales está Shunsui. Aizen se da cuenta de esto y convoca a sus tres Espada más poderosos Stark, Halibel y Barragán junto a sus fracciones para librar la batalla por la Ōken.

### La Batalla por Karakura
Los Capitanes planean concentrarse en Sōsuke Aizen una vez hayan acabado con los Espada, para ello Shigekuni Yamamoto-Genryūsai libera su shikai y utiliza su técnica Jōkakū Enjō para aislar a Aizen, Gin Ichimaru y Kaname Tōsen. A pesar de esto Aizen confía en la victoria de sus Espada. Tras el fracaso de los arrancar del Espada Barragan Luisenbarn en los pilares que mantenían la falsa ciudad, la verdadera batalla comienza y Shunsui se enfrenta finalmente al Espada Stark. Tras un breve combate de calentamiento, Shunsui usa sus dos espadas y la batalla aumenta en intensidad, finalmente el Arrancar muestra su rango de Primer Espada y Shunsui sonríe admitiendo la dificultad del enfrentamiento; tras observar las batallas del resto de Espadas y los bankais de sus contrincantes, Starrk decide utilizar su resurrección (Los Lobos) para ver el de Shunsui, este replica con Katen Kyōkotsu. Los sucesivos ceros del Espada hacen que Ukitake intervenga pero la llegada de Wonderweiss Margera y la caída de Ukitake ante este hacen que Shunsui sea alcanzado.
Los visored Love Aikawa y Rose toman el relevo ante el Primer Espada pero es Shunsui quien aprovechando su habilidad Kageoni para retomar el combate por sorpresa hiere a Starrk, finalmente con su habilidad Iro Oni logra imponerse y acabar con el arrancar. Love agradece su ayuda aunque desprecia su actitud interponiéndose en batallas ajenas; tras la llegada de Ichigo Kurosaki pelea contra Aizen junto al resto de shinigami y visored para ofrecerle una abertura, sin embargo las habilidades del shikai del excapitán hace que termine derrotado junto al resto.
Tras la muerte del capitán Yamamoto a manos de Yhwach durante la Guerra Sangrienta de los Mil Años, Shunsui se convirtió en el nuevo capitán comandante de la sociedad de almas.

## Poderes
Shunsui como todo shinigami tiene el poder de purificar a los Hollow si les hiere con un corte profundo en la máscara y de transportar los pluses a la Sociedad de Almas.
Como Capitán, tiene una de las 13 fuerzas espirituales más grandes de la Sociedad de Almas, también es capaz de localizarlas con eficiencia (encontró a Yasutora Sado y se percató de la llegada de Shihouin Yoruichi antes que nadie).
Se mueve a altas velocidades con el paso instantáneo o shunpo, tanto que es felicitado por el mismísimo Comandante Yamamoto. La felicitación no es debida a la velocidad del shunpo, sino más bien a la gran distancia recorrida de un solo paso instantáneo.
Shunsui también posee un alto nivel de conocimientos en artes Kido, demostrando estas habilidades en su lucha contra Lille Barro al hacer uso del Hado número 78: Zangerin. 
Shunsui no disfruta con las peleas ni quiere luchar sin motivos, siempre se muestra reticente a combatir y toma el combate y la lucha como último recurso, no obstante una vez llegado ese punto, pelea con ferocidad y sin miramientos, incluso "rastreramente", poniendo la victoria por delante de todo. Él mismo dice que "interponer el estilo o el honor a la victoria es un error que solo los poco poderosos pueden permitirse" pues en el mismo momento en el que se empieza una pelea todos los que participan en ella ya han perdido su honor. El buen camino esta en la palabra y no en la lucha.

## Zanpakutō
En su forma sellada Shunsui ya posee dos katanas diferentes y separadas, a diferencia de Ukitake, que aunque en su shikai también posee una Zanpakutō compuesta por dos espadas pequeñas, en su forma sellada solo posee una. Shunsui puede usar una espada con igual eficacia en cada mano si no desea emplearse a fondo usando las dos al mismo tiempo.

### Shikai: Katen Kyōkotsu
Su zanpakutō, Katen Kyōkotsu (花天 狂骨 "Locura ósea del cielo florido"?), es una de las más peculiares que existen en la Sociedad de Almas. Se trata de dos espadas gemelas, siendo una daisho, una combinación de una katana Tachi y una Wakizashi. Al invocarle, recita: El viento de la flor está agitado, el dios de las flores llora; El viento del cielo está agitado, el demonio del cielo ríe (花風紊れて花神啼き天風紊れて天魔嗤う hana kaze midarete, kashin naki; tenpū midarete, tenma warau?). Así, libera dos espadas similares a cimitarras con una especie de "C" en el contrafilo, además se vuelven negras. Las habilidades del shikai de Shunsui se basan en los juegos que escoge la propia zanpakuto. Las reglas afectan a cualquiera que supere el límite espiritual de las espadas, incluyendo a Kyoraku. Shunsui ha utilizado seis juegos hasta ahora:
- Bushōgoma (不精独楽 Trompo perezoso?): Shunsui gira con sus dos espadas y crea un remolino de viento, capaz incluso de contrarrestar ceros de alto nivel o de desorientar a los oponentes que queden atrapados dentro del mismo.
- Kageoni (影鬼 Demonio de las sombras?): "quien se pare en las sombras pierde", esto es, si uno de los dos contrincantes se paran en una sombra, el otro contrincante podrá fundirse parcial o totalmente en la sombra y atacar a su rival apareciendo al lado.
- Takaoni (嶄鬼 Demonio de la montaña?): "gana quien esté arriba" con esta técnica uno puede trasportarse encima de su rival y atacar desde arriba.
- Irooni (艷鬼 Demonio de los colores?): Cuando este juego está activado, Kyoraku elige un color, y desde ahí se van turnando para cambiar el color. Solo se podrá cortar cosas que sean del color que se haya elegido, y la fuerza del ataque será igual a la cantidad de color que uno mismo tenga, es decir, que si se quiere una buena defensa a costa de un bajo poder de ataque se elige un color que uno mismo no posea, y si se quiere un buen ataque a costa de vulnerabilidad se elige el color predominante que uno tenga en la ropa. Si se corta en un color diferente del que se ha dicho, el ataque no tiene efecto. Todo esto se traduce en el color de las ropas de cada contrincante, y si no se lleva ropa, en la tonalidad más acercada al color de la piel del combatiente.
- Daruma-san ga Koronda (だぁるまさん が こぁろんだ El muñeco Daruma se cayó?): Después de que Shunsui o su oponente sean marcados como "eso", el combatiente que recibe un ataque es capaz de seguir el rastro de reiatsu del oponente y atacarlo por sorpresa. Sin embargo, si el oponente descubre al otro moviéndose, este morirá. Este juego está basado en el Daruma-san ga Koronda (que es similar al un, dos, tres, chocolate inglés).
- Kageokuri (影送り Envio de sombra?): Tanto Shunsui como su oponente pueden dejar una "imagen fantasma" en una localización diferente a la que estén realmente. Cuanto más alto el "Reikaku" (visión basada en reiatsu, que es incluso capaz de superponerse a la visión normal, a mitad de una batalla) del oponente, más realista parecerá la imagen. Este juego está basado en el "Chiichan no Kageokuri", en el que los niños observan su sombra en el suelo por varios segundos y luego son capaces de ver una ilusión óptica de sus sombras.

Junto con Sōgyo no Kotowari, la zanpakutō de Jūshirō Ukitake, son las únicas espadas dobles conocidas (hay más zampakutō dobles, pero ninguna otra está compuesta por dos espadas gemelas). Katen Kyōkotsu continúa siendo doble y totalmente independiente una espada de la otra una vez se libera el shikai.

### Bankai: Katen Kyōkotsu: Karamatsu Shinju
El bankai de Kyoraku Katen Kyōkotsu: Karamatsu Shinjū (花天狂骨黒松心中 "Locura ósea del cielo florido: Suicidio de los amantes"?) se activa al clavar las dos espadas en estado Shikai en el suelo, entonces comienzan a surgir del mismo zarcillos de color negro alrededor del mismo. La apariencia de las espadas en bankai es exactamente la misma que la del Shikai. Kyoraku prefiere no activar su bankai teniendo a sus aliados cerca, puesto que estos podrían ser capturados bajo los efectos del mismo, y solo lo utiliza como último recurso. En la serie de anime, el área afectada por el Bankai se transforma en un escenario de un teatro estilo japonés. La temática del Bankai consiste en que Shunsui cuenta una historia que se divide en cuatro actos; lo que Shunsui relate, se hace realidad y afectará directamente al oponente. Los actos son: 
- Primer Acto: Reparto vacilante de heridas (一段目 躊躇疵分合 Ichidaime: Tameraikizu no Wakachiai?): Cualquier herida provocada en el oponente, es compartida por el que las provocó. Shunsui se refiere a esta parte como el prólogo.

- Segundo Acto: La almohada de la vergüenza (二段目 慚愧の褥 Nidanme: Zanki no Shitone?):  Provoca la aparición de puntos negros en el cuerpo del oponente los cuales lo hacen sangrar profusamente. Shunsui relata que esto se debe a una enfermedad incurable que cubre de manchas negras y provoca sangrados, debido a que compara esto con una historia de un guerrero que fue herido en el campo de batalla, causando su vergüenza por estar postrado en la cama para transformarse en una enfermedad incurable.

- Tercer Acto: El Abismo cortante (三段目 断魚淵 Sandanme: Dangyo no Fuchi?):  Una cantidad masiva de agua envuelve tanto a Shusui como a su oponente hasta que el reiatsu de uno de los dos se agote. Según Kyoraku para este juego es necesario tener determinación.

- Acto final: Tijeras Cortadoras de Hilo sobre una Garganta Manchada de Sangre ( 〆の段 糸切鋏血染喉 Shime no Dan: Itokiribasami Chizome no Nodobue?): Kyoraku envaina sus espadas y crea unos hilos blancos los cuales se enrollan en el cuello del oponente hasta que una vez que Kyoraku logre tensar los hilos, deja un corte profundo en la garganta del oponente el cual se extiende por su cabeza hasta hacerla reventar. Al completar su historia, Shunsui compara esto a la compañera del hombre arrepentido, que, ignorando sus súplicas, corta su garganta sin piedad.

### Solo anime: Saga de las Zanpakuto
El espíritu de la zanpakutō es una bella mujer de aspecto atrayente y amenazante a la vez, va ataviada como una Oiran; ella lleva un parche en su ojo derecho, se desconoce el porqué. Viste con una túnica de colores azulados fuertemente escotada y lleva un adorno en la cabeza el cual es una calavera de la que salen huesos; porta una capa de color azulado y en la espalda tiene una calavera que cubre gran parte de esta. Tan solo se sabe de ella que es muy violenta. Una zanpakutō que ciertamente contrasta con su dueño, aunque profesan una buena relación.
Shunsui admite que no entiende por qué ella es tan violenta y ella admite que es difícil ser la zanpakutō de alguien tan hábil, y con una mente tan aguda.
En el capítulo 246, se revela que la forma material de la zampakutoh se conforma por una segunda mujer de menor edad, (aparenta ser una adolescente o una adulta joven) ataviada con una traje de apariencia que recuerda a la de un ninja, así como una máscara que cubre parte de su rostro y sobre su cabello un adorno con forma de calavera, solo su ojo derecho está al descubierto. Shunsui revela que la ninja es la Wakizashi y la mujer es la Tachi. Esto forma parte exclusivamente del anime, no ha aparecido tal cosa en el manga.

## Curiosidades
- Su compañera de tragos es la teniente Rangiku Matsumoto
- Tite Kubo, el autor de Bleach asignó canciones a varios personajes que no aparecían mucho en la historia, dando más detalles de ellos. La canción de Shunsui es "Por una cabeza" de Carlos Gardel.
- Le habla a sus compañeros capitanes y demás shinigamis por su primer nombre, haciéndose notar su manera de hablar no muy regular en la mayoría de los personajes en Bleach.
- Siempre que puede, le da un chocolate a su teniente, especialmente en el Día de San Valentín.
- Después de ver el inmenso poder del bankai de Hitsugaya Tōshirō, Stark le pregunta a Shunsui si él es tan poderoso como el niño. A lo que Shunsui le responde que no lo sabe con certeza, puesto que Hitsugaya es un genio, pero que a ojo calcula que a Tōshirō le faltan un mínimo de 100 años para poder igualar su poder.

- Datos: Q2272783
- Multimedia: Shunsui Kyōraku / Q2272783